# Axel Heibergbreen
Axel Heibergbreen är en glaciär i Antarktis. Den ligger i Västantarktis. Nya Zeeland gör anspråk på området. Axel Heibergbreen ligger 500 meter över havet.
Terrängen runt Axel Heibergbreen är kuperad åt sydväst, men åt nordost är den platt. Trakten är obefolkad. Det finns inga samhällen i närheten.